# فلورنس (کلرادو)
فلورنس (به انگلیسی: Florence) شهری در ایالت کلرادو کشور ایالات متحده آمریکا است که جمعیت آن در سرشماری سال ۲۰۱۰ میلادی، ۳٬۸۸۱ نفر بوده‌است.